# Колберг (бронепалубен крайцер, 1908)
Колберг (на немски: SMS Kolberg) е немски бронепалубен крайцер от типа „Колберг“, серия на четири еднотипни кораба, на които той е главният кораб. Участва в Първата световна война. Заложен е през 1908 г., спуснат на вода на 14 ноември 1908 г., влиза в строй на 21 юни 1910 г.

## История на службата
От началото на Първата световна война крайцера „Колберг“ влиза в състава на разузнавателните сили на Флота на откритото море, командвани от контраадмирал Франц фон Хипер.
На 28 август 1914 г., в състава на отряд крайцери, взема участие в Хелголандското сражение. През 1914 г. участва в излизанията на флота към английското крайбрежие.
На 16 декември – 18 декември 1914 г., в състава на 2-ри разузнавателен отряд, взема участие в набега на корабите на Флота на откритото море на Хартлпул, Скарборо и Уитби. При провеждането на операцията осъществява минни поставяния.
На 24 януари 1915 г., в състава на 1-ва разузнавателна група на Флота на откритото море, крайцерът „Колберг“ участва в сражението при Догер банк. Към момента на началото на боя се намира в състава на стражевото охранение, първи влиза в бой с британските кораби. По време на сражението получава 8 попадения, губи 3 души убити и двама ранени.
През август 1915 г. е преведен във 2-ра група на торпедните сили на капитан цур зее (капитан 1-ви ранг) Ресторф. Взема участие в опита за форсиране на Рижкия залив.
На 10 септември 1915 г. участва в престрелка с дивизион руски есминци по време на операцията против руската ВМБ на остров Утьо.
1916 г. е окончателно преведен в състава на силите на немския Балтийски флот. 10 ноември – 11 ноември същата година прикрива излизането на 10-а флотилия на германски разрушители. В резултат на неудачно проведената операция по-голямата част от корабите на съединението загиват на руско минно заграждение.
От 16 декември 1916 до 26 април 1917 г. се намира в ремонт в Кил. При ремонтните работи артилерийското въоръжение на крайцера е модернизирано. Вместо 12 105 mm оръдия на кораба са поставени шест 150 mm оръдия.
През октомври 1917 г. взема участие в операцията по превземане на Моонзундския архипелаг острови в Балтийско море, принадлежащи на Руската империя (Операция „Албион“). Той е флагмански кораб на контраадмирал Хопман. При провеждането на операцията участва в морските десанти на островите Езел и Муху. Влиза в силите на германския флот, участвали на 17 октомври 1917 г. в боя в района на островите Езел и Хиюмаа с руските броненосци „Слава“ и „Гражданин“.
През пролетта на 1918 г. участва в интервенцията на германските войски във Финландия и опита за пленяване на руския Балтийски флот в Хелсингфорс.
При края на войната се намира в базата си в Кил. Съгласно условията на Компиенското премирие влиза в числото на бойните кораби, предадени от Германия на Антантата.
На 28 април 1920 г. крайцерът „Колберг“ е предаден в състава на флота на Франция. Влиза във френския флот под името „Colmar“. През 1923 г. прави успешен преход през Суецкия канал към Далечния изток.
Изваден от състава на френския флот през 1927 г. През 1929 г. е предаден за скрап в Брест.

## Командири на кораба
- капитан цур зее Ханс фон Абекен (юни – септември 1910)
- капитан-лейтенант Паул Мьолер (септември – октомври 1910)
- фрегатенкапитан (капитан 2-ри ранг)/капитан цур зее Макс Хан (октомври – декември 1910)
- корветенкапитан (капитан 3-ти ранг) Александр Ердман (април – юни 1911)
- фрегатенкапитан/капитан цур зее Паул Хенрик (юни 1911 – август 1912)
- фрегатенкапитан/капитан цур зее Вилхелм Виденман (септември 1912 – февруари 1915)
- капитан цур зее Ернст Еверс (март – май 1915)
- фрегатенкапитан/капитан цур зее Макс Кьойне (май 1915 – февруари 1916)
- фрегатенкапитан/капитан цур зее Курт Франк (февруари 1916 – декември 1918)

## Коментари
1. ↑  Всички данни са към момента на влизането в строй.
2. ↑  Префиксът „SMS“ е от на немски: Seiner Majestat Schiff (Кораб на Негово Величество).
3. ↑  Според немската класификация те се обозначават като малки крайцери (на немски: Kleiner Kreuzer).